# 마티아스 슈트롤츠

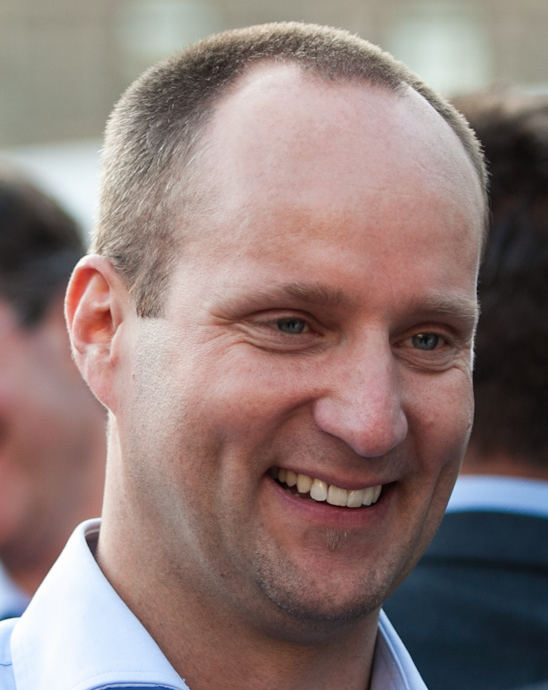
마티아스 슈트롤츠

마티아스 슈트롤츠(독일어: Matthias Strolz, 1973년 6월 10일 ~ )는 오스트리아의 정치인이다. NEOS - 신오스트리아와 자유포럼의 창당주이자 초대 총재였으며, 2013년 10월 29일부터 2018년 9월 26일까지 국회의원직을 역임한 바 있다. 2018년 5월 7일 국회의원직 및 당대표직을 사퇴하겠다고 밝혔다.